# Imitacja

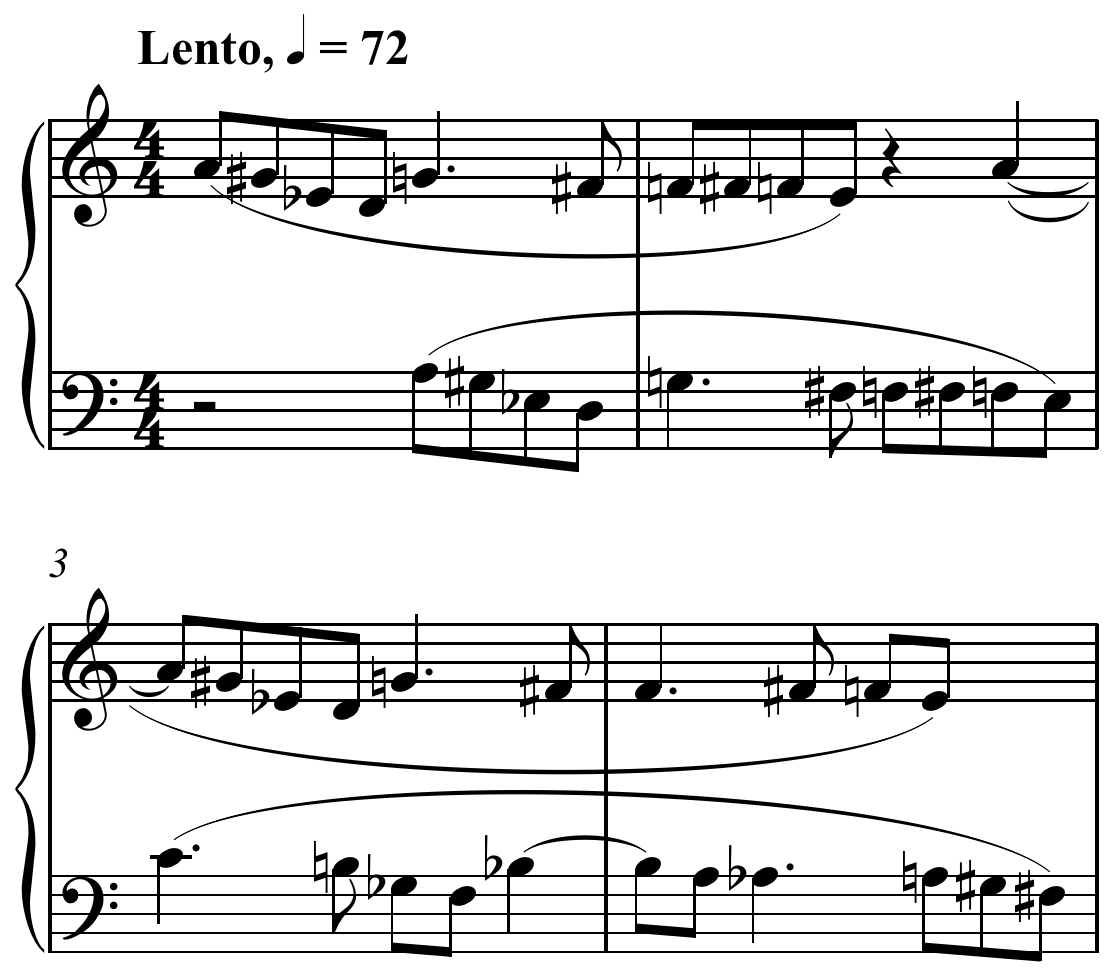
Imitacja w kompozycji B. Bartóka ze zbioru Mikrokosmos (1926–1939)

Imitacja (z łac. oznacza naśladowanie) – najstarsza technika polifoniczna polegająca na powtórzeniu melodii z jednego głosu w innym.
Rodzaje imitacji:
- ze względu na liczbę głosów i struktur (teoretycznie liczba głosów jest nieograniczona, najczęściej występują imitacje 2-5 głosowe, imitowane mogą być jednocześnie 2, 3 lub 4 struktury (imitacje podwójne, potrójne, poczwórne)
- ze względu na stosunek interwałowy głosów (w praktyce od unisono do oktawy)
- ze względu na stosunek rytmiczny
- kierunek interwałów
- ruch melodii

Najbardziej znanymi formami imitacyjnymi są
kanon, fuga i motet przeimitowany.
Imitacja na dwie gitary elektryczne jest typowym składnikiem rockowego stylu muzycznego heavy metal.
Interesującym przykładem zastosowania imitacji w muzyce rockowej jest album Inventions for Electric Guitar progresywnej grupy Ash Ra Tempel.